# Chakram

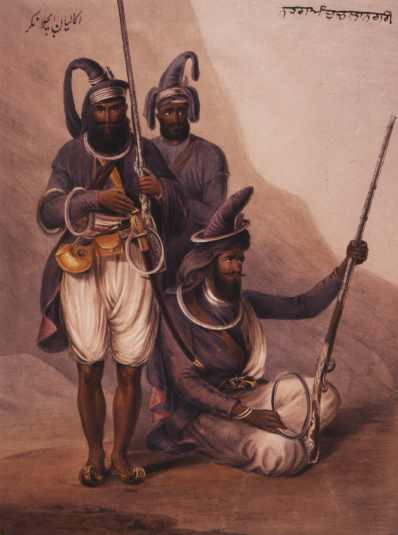
Sijs con chakrams, grabado "Nihang Abchal Nagar" (Nihangs de Hazur Sahib), 1844.

El chakram (en sánscrito: cakram; en panyabí: chakkar; en malayo: cakeram) es un arma arrojadiza circular proveniente de la India. También es conocida como chalikar, que significa círculo, y en algunas ocasiones es referida como war-quoit en escritos ingleses. El chakram principalmente es un arma arrojadiza, pero también puede ser usada como un arma de dos manos. Existe una variante más pequeña, llamada chakri.

## Estructura
Los chakram están hechos tradicionalmente de acero o latón que se golpea en forma circular contra un yunque con una muesca para la curvatura. Dos extremos se conectan con una pieza de latón y luego se calientan, formando un círculo completo antes de retirar el latón. Algunos chakram, incluso los que se utilizan en combate, estaban grabados de forma ornamentada o con incrustaciones de latón, plata u oro.
Los chakram puede medir 13 a 25 mm (0,5 a 1 pulgada) de ancho y típicamente tiene 130 a 300 mm  de diámetro. Las variaciones más pequeñas se conocen como chakri, mientras que las más grandes se llaman chakra vada y eran tan grandes como un escudo.